# 徐敏初
徐敏初（1917年—1978年），男，浙江寧波人，中国京劇演員，工生行，師承馬連良、周信芳等。

## 生平
早年拜郭小福、穆植田等學戲，藝名穆承斌。
1948年拜師馬連良。並能唱言（言菊朋）派戲。長期在雲南省京劇院工作。
1961年12月16日，與李少春、李和曾、明毓琨同時在北京拜周信芳為師。
1963年10月17日在中華人民共和國國務院會客室與关肃霜、祁来发、高一帆等雲南省京劇院同志共同受周恩來總理接見。
1966年文化大革命開始后，他被批鬥，1978年亡故。

## 家庭
妻子關肅霜，1960年結婚，育有1女、1子。